# Vättern
Vättern er den næststørste sø i Sverige og den sjettestørste i Europa. Den ligger i landskaberne Västergötland, Närke, Östergötland og Småland.
Søen har afløb til Østersøen gennem Motala Strøm. Göta Kanal passerer Vättern via Motala og Karlsborg.
Ved Vättern ligger byerne Jönköping, Huskvarna, Gränna, Karlsborg, Askersund, Hjo, Motala og Vadstena.